# Hans W. Bültemann
Hans-Wilhelm Bültemann (* 22. September 1922 in Wernigerode; gestorben 16. Dezember 2009 in Uetze) war ein deutscher Mineraloge, Lagerstättenkundler und Prospektor. Er war ein Schüler des deutschen Vaters der Erzmikroskopie, Paul Ramdohr.
Bültemann war in Deutschland Fachmann für Uran-Vorkommen und -Prospektion. In verschiedenen Gruben war er diesbezüglich in leitender Funktion tätig, so war er Betriebsleiter in der Grube Brunhilde in Menzenschwand und der Grube Höhenstein und Wäldel (Mähring). Er hinterließ eine große Proben-Sammlung von Uranmineralien und -Erzen.

Er war aktiv in der VFMG im Beirat.

## Biographie
Er wurde geboren 1922 in Wernigerode am Harz und machte einen Realschulabschluss. Nach der Schulzeit fand er Beschäftigung im Flugzeugmotorenbau in Wernigerode und leistete im Zweiten Weltkrieg Kriegsdienst. Er heiratete 1945 und flüchtete am Ende des Zweiten Weltkriegs nach Bovenden bei Göttingen, dem Geburtsort seiner Mutter. Seine Söhne wurden 1946 und 1947 geboren.
Die Beschäftigung mit Mineralogie bestand seit dem Jugendalter, v. a. mit Uranmineralen. 1956 war er Prospektor bei der Gewerkschaft Brunhilde in Uetze bei Hannover unter Direktor Hans Paul. Von 1957 bis 1960 war er externer Student der Universität Heidelberg, Mineralogie und Lagerstättenkunde bei Ramdohr, danach Leiter der Bergbauaktivitäten bei der Gewerkschaft Brunhilde, u. a. in Ellweiler, Menzenschwand und Mähring. Er wirkte beim Aufbau des Laboratoriums an der Aufbereitungsanlage Ellweiler. 1959 verfasste er die Erstbeschreibung von Bergenit mit G. H. Moh. Am 16. Dezember 2009 verstarb er in Uetze, Niedersachsen.